# Suarce
Suarce es una comuna francesa situada en el departamento del Territorio de Belfort, de la región de Borgoña-Franco Condado.
Los habitantes se llaman Suarçais.

## Geografía
Está ubicada a 18 km al sureste de Belfort y fronteriza con Alto Rin. 

## Historia
Entre 1871 y 1918, estaba en la frontera con Alemania.

## Demografía
| 320 | 273 | 284 | 294 | 339 | 375 | 431 | 448 |
| Para los censos de 1962 a 1999 la población legal corresponde a la población sin duplicidades (Fuente: INSEE [Consultar]) |     |     |     |     |     |     |     |

## Personalidades vinculadas
- André Bergeron (1922-2014), sindicalista, nació en Suarce.